# 剣の舞 (榊原ゆいの曲)
「剣の舞」（つるぎのまい）は、榊原ゆいの18作目のシングル。2009年2月4日にb-greenからリリースされた。
表題曲「剣の舞」は、PSP用ゲームソフト『夢想灯籠』テーマソングになっており、カップリングには同ゲーム挿入歌「時を越えて」が収録されている。
ディスクジャケットでは、榊原がゲームの登場人物を髣髴とさせる和服姿を披露している。

## 収録曲
1. 剣の舞 [4:29]
  - 作詞：有里泉美、作曲・編曲：菊田大介（Elements Garden）
2. 時を越えて [3:51]
  - 作詞：有里泉美、作曲・編曲：菊田大介・中山真斗（Elements Garden）
3. 剣の舞（off vocal）
4. 時を越えて（off vocal）